# HMCS New Glasgow (K320)
«Нью-Глазго» (англ. HMCS New Glasgow (K320) — військовий корабель, фрегат типу «Рівер» Королівського військово-морського флоту Канади за часів Другої світової війни.
Фрегат «Нью-Глазго» був закладений 2 грудня 1942 року на верфі компанії Yarrow Shipbuilders в Іскваймолті. 23 червня 1943 року він був спущений на воду, а 23 грудня 1943 року увійшов до складу Королівських ВМС Канади. 4 листопада 1945 року виведений до резерву. 30 січня 1954 року вдруге введений до строю як HMCS New Glasgow (FFE 315) після проведення модернізації за програмою фрегата типу «Престоніан». 1967 році розібраний на брухт.

## Історія служби
«Нью Глазго» після введення в експлуатацію пройшов з Іскваймолта через Панамський канал до Галіфакса, Нова Шотландія, прибувши на верф HMC Dockyard у Галіфаксі 17 лютого 1944 року. Після служби на Бермудських островах «Нью Глазго» було призначено до групи ескорту C-1 Середньоокеанських ескортних сил. Протягом наступних п'яти місяців проходив службу в трансатлантичному конвої. У вересні 1944 року його перевели до групи ескорту EG 26, що базувалася в Деррі. На початку 1945 року його тимчасово призначили до командувань у Портсмуті та Плімуті.
20 березня 1945 року німецький підводний човен U-1003 був виявлений під час другого бойового походу канадським фрегатом «Нью-Глазго». Канадці підготувалися до атаки ворожого човна глибинною бомбою, але підводний човен зіткнувся з фрегатом прямо під мостом, обидва кораблі зазнали пошкоджень. Човен вимушено пролежав на дні ще 48 годин, намагаючись відремонтувати своїми силами корабель, однак 23 березня серйозні пошкодження човна змусили його команду спливти та затопити човен північніше ірландського мису Малін-Хед. З 48 осіб на борту U-1003 33 були підібрані «Тетфорд Майнз», двоє з яких загинули та були поховані в морі. Командир човна Штрюбінг і 14 інших членів екіпажу загинули.